# Vielha e Mijaran
Vielha e Mijaran község Spanyolországban, Lleida tartományban. Vielha e Mijaran Canejan, Naut Aran, Vilaller, Es Bòrdes, Vilamòs, Montanuy, Benasque és Bagnères-de-Luchon községekkel határos. Lakosainak száma 5832 fő (2024).

## Népesség
A település népessége az utóbbi években az alábbiak szerint változott:
| Lakosok száma | 1899 | 1995 | 1919 | 2206 | 3039 | 4838 | 5710 | 5474 | 5493 | 5832 |
|               | 1787 | 1900 | 1936 | 1960 | 1986 | 2004 | 2009 | 2014 | 2018 | 2024 |